# Samuel Kirkland
Samuel Stephen Jack Kirkland (* 1. Dezember 1741; † 28. Februar 1808) war ein presbyterianischer Missionar, der in Nordamerika unter den dort ansässigen Indianerstämmen den christlichen Glauben verbreitete.

## Leben
Samuel Kirkland wurde 1741 als zehntes von zwölf Kindern schottischer Einwanderer  in Connecticut geboren. Sein Vater war als Pastor im Auftrag der Congregational Church, einer großen protestantischen Kirchenbewegung, nach Amerika ausgewandert. 1760 besuchte Kirkland die Schule von Eleazar Wheelock, einem Pastor, der eine kleine Schule zur christlichen Erziehung von Indianern gegründet hatte. Bereits 1761 reiste Samuel mit einem indianischen Mitschüler in das Gebiet der Mohawk-Indianer, um neue Schüler anzuwerben. Seitdem widmete er sich der Sprache der Mohawk. Von 1762 bis 1764 besuchte er auf Wunsch von Wheelock das College von New Jersey, der späteren Princeton University. Anschließend begab er sich auf seine erste eineinhalb Jahre dauernde Missionsreise zu den Indianern der Irokesenliga. In dieser Zeit lernte er Sitten und Bräuche den Indianer kennen, konnte ihnen aber auch Grundlagen des Christentums näher bringen. Danach wurde er offiziell zum Missionar der Congregational Church ernannt. Die nächsten 30 Jahre verbrachte Kirkland größtenteils unter den Irokesen, hauptsächlich beim Stamm der Oneida. Auch unterhielt er gute Kontakte zum Stamm der Seneca. 1790 wurde Kirkland in die American Academy of Arts and Sciences gewählt. Im Jahr 1793 gründete er das Hamilton Oneida College, eine Einrichtung zur Erziehung amerikanischer und indianischer Jugendlicher, in der er seine letzten 15 Lebensjahre zubrachte.

## Amerikanische Revolution
Zur Zeit seines ersten missionarischen Aufenthalts 1775 bestand die Gefahr einer stämmeübergreifenden indianischen Erhebung gegen die Kolonisten. Kirklands Einfluss auf die Oneidas und Tuscaroras trug mit dazu bei, dass diese politisch neutral blieben und sich gegen eine Unterstützung der schon kriegsführenden Irokesen aussprachen. Dieses wiederum ersparte den Kolonisten die Anfrage nach britischer Unterstützung zu einem Zeitpunkt, in der das politische Verhältnis schon sehr abgekühlt war.
Im Mai 1775 besuchte Kirkland den 2. Kontinentalkongress in Philadelphia, wo die Wichtigkeit indianischer Unterstützung für die Revolution erkannt wurde. Kirkland wurde der Betrag von $300 zugesprochen, als Anerkennung für seine politische Leistung, die indianischen Stämme zur Neutralität bewegt zu haben.
Von der Wichtigkeit seiner Tätigkeit waren auch John Adams oder George Washington überzeugt, der vor dem Kongress sagte: "I cannot but intimate my sense of the importance of Mr. Kirkland's station, and of the great advantages which have and may result to the united colonies from his situation being made respectable. All accounts agree that much of the favorable disposition shown by the Indians may be ascribed to his labor and influence."  Gegen Ende des Jahres 1776 waren die Oneidas und Tuscaroras die letzten Stämme, die sich nicht auf die Seite der Briten stellten, sondern das Bündnis der Six Indian Nations aufkündigten. Dies wird auch auf den Einfluss von Kirkland zurückgeführt, der dafür von amerikanischer Seite eine Vergütung über $444 zugesprochen bekam (zusätzlich zu weiteren $300 für Übersetzer- und Kaplanstätigkeiten). Er war Angehöriger der amerikanischen Streitkräfte und wurde bis 1778 im Fort Schuyler und in Stockbridge in Massachusetts eingesetzt. Weiterhin unterhielt er gute Kontakte zu den Oneidas und erlangte durch seine indianischen Späher strategische Informationen über Truppenbewegungen und allgemeine Kriegsvorgänge.

## Familie
Sein Sohn, John Thornton Kirkland, war von 1810 bis 1828 der 15. Präsident der Harvard University.